# Mario Almondo
Mario Almondo (n. 17 septembrie 1964) este un inginer italian, fost director tehnic pentru echipa de Formula 1, Scuderia Ferrari.